# مجزرة جنين (يونيو 2023)
وقعت مجزرة جنين في 19 حزيران/يونيو 2023 عندما توغَّلت قواتِ من جيش الاحتلال الإسرائيلي إلى مدينة جنين شمال الضفة الغربية. أسفرت المجزرة عن مقتل 6 أشخاص بينهم طفلٌ وإصابة 91 شخصًا بجروح بينهم 23 إصاباتهم خطيرة.

## المجزرة

### البداية
بدأت عملية جيش الاحتلال الإسرائيلي العسكرية فجر الإثنين الموافق 19 يونيو 2023 في مدينة جنين شمال الضفة الغربية وكان الهدف منها بحسبِ مصادر مقرّبة من الجيش الإسرائيلي «اعتقال مطلوبين فلسطينيين». استمرت العمليّة حتى مساء اليوم بعدما سحبَ الجيش آلياته العسكرية وأمَّن قواته برًا وجوًا وهو في طريقِ المغادرة.

### المقاومة الفلسطينية
تعرَّضت القوات الإسرائيلية لإطلاقِ نارٍ كثيفٍ مع مقاومين فلسطينيين من أبناء المخيم، كما تعرضت للكثير من العبوات الناسفة محليّة الصنع ما تسبَّبَ في إعطابِ عدة آليات للجيش الإسرائيلي خلال انسحاب قواته. استخدمَ الجيش الإسرائيلي خلال العمليّة مروحيات من طراز أباتشي ومسيَّرات. ذكرت صحيفة يديعوت أحرنوت أن المروحيات قصفت مناطق مكشوفة قُرب موقع تبادل إطلاق نار بين المقاومين الفلسطينيين والجنود الإسرائيليين في حي الجابريات بالمدينة، بهدف إبعاد المسلحين الفلسطينيين، ومساندة القوات البرية في إنقاذ الآلية العسكرية التي أعطبتها العبوات الناسفة، فيما ذكر الجيش الإسرائيلي في بيانٍ له أن مروحياته الحربية أطلقت النار في منطقةٍ في جنين بعد رصدِ مسلحين هناك، كما أطلقت مروحية إسرائيلية موادًا متوهجة في محاولة للإفلات من صاروخ أرض - جو أُطلق صوبها خلال العملية العسكرية. ذكرت هيئة البث الإسرائيلية الرسمية إن 6 جنود إسرائيليين من وحدة المستعربين (دوفدوفان) أُصيبوا جراء تفجير العبوات الناسفة في جنين ومخيّمها، حيث تراوحت الإصابات بين خفيفة إلى متوسطة. لجأ الجيش لاستخدام الطائرات المروحية لإجلاء الجنود الجرحى.

### الاعتداء على الصحفيين
سُرعان ما هرعَ الصحفيون والمصورون وغيرهم لعينِ المكان لتغطية العمليّة الإسرائيلية في المخيم وتوثيق الاشتباكات، لكنّ قوات الاحتلال الإسرائيلي هاجمَت الصحفيين وخاصة الفلسطينيين منهم وذلك خلالَ تغطيتهم المباشِرة للأحداث، كما اعتدَت على صحفي في قناة الغد حيثُ أصابته بالرصاص الحيّ في الخاصرة، فضلًا عن إطلاقِ النار صوب 4 صحفيين آخرين بشكل مباشر وذلك بعدَ محاصرتهم في بناية وسط جنين، كما حاصرت الصحفية الفلسطينية رنين صوافطة قرب باب الوكالة في جنين، وتعرضت مركبة قناة رؤيا الفضائية لأضرارٍ بنيران الاحتلال قرب مدخل مخيم جنين.

### الاعتداء على المسعفين
ذكرت جمعية الهلال الأحمر الفلسطيني أن قوات الاحتلال الإسرائيلي استهدفت مركبتي إسعاف لها بالرصاص الحي، كما تعمَّدت مركبة عسكرية إسرائيلية صدم مركبة إسعاف مما تسبب بأضرار مادية بمركبات الجمعية، فضلًا عن عرقلة القوات الإسرائيلية وصول مركبات الهلال الأحمر إلى الفلسطينيين الجرحى الذين أُصيبوا نتيجةً للعملية العسكرية.

## الضحايا
أعلنت وزارة الصحة الفلسطينية عن مقتلِ 6 فلسطينيين خلال المجزرة الإسرائيليّة في المخيم وهم:
- خالد عزام عصاعصة (21 عامًا)، محافظة جنين.
- أحمد يوسف صقر (15 عامًا)، محافظة جنين.
- قسام فيصل أبو سرية (29 عامًا)، محافظة جنين.
- قيس مجدي عادل جبارين (21 عامًا)، محافظة جنين.
- أحمد خالد فايز دراغمة (19 عامًا)، محافظة طوباس والأغوار الشمالية.
- الطفلة سديل غسان نغنغية (15 عاماً).

شيَّعت جماهيرُ غفيرة من الفلسطينيين الضحايا الذي قتلتهم القوات الإسرائيلية خلال عمليتها العسكرية في جنين.

## ردود الفعل

### فلسطينيًا
- قال رئيس الوزراء الفلسطيني محمد اشتية خلال جلسة الحكومة الفلسطينية الثامنة عشر رقم 210: «صباح دامي في جنين نتيجة اقتحام جيش الاحتلال الإسرائيلي للمدينة جنين المستمر حتى هذه اللحظة وارتقى جراءه 3 شهداء بينهم طفل وأُصيب العشرات. إن الصمت الدولي والمعايير المزدوجة تشجع هذه الحكومة المتطرفة على ممارسة المزيد من القتل والهدم والترويع ضد أبناء شعبنا. وطالما شعر الجناة والقتلة بالإفلات من العقاب، لن تتوقف جرائمهم. نحن وشعبنا سوف نتصدى لهذه الهجمات، ولا بد من أن يصبح مكلف هذه الاحتلال مكلف لإسرائيل، جميع الوزارات جاهزة لتقديم ما يلزم لمساندة أهلنا في جنين.»[12]
- أوعزت وزيرة الصحة الفلسطينية مي الكيلة بإرسال ما يلزم مستشفيات جنين من احتياجات ومستلزمات وأدوية طبية ووحدات دم بشكل عاجل.[13]
- أمين سر اللجنة التنفيذية لمنظمة التحرير الفلسطينية حسين الشيخ، قال في تغريدة عبر تويتر: «حرب شرسة ومفتوحة تشن ضد الشعب الفلسطيني سياسيا وامنيا واقتصاديا من قبل قوات الاحتلال ،نحن في اتون معركة شاملة على كل الجبهات تتطلب وحدة شعبنا في مواجهة هذا العدوان. وقرارات غير مسبوقة وجب اتخاذها في اجتماع القيادة الطارئ برئاسة السيد الرئيس.»[14]
- قالت الجبهة الشعبية لتحرير فلسطين في بيان لها إنّ «نهج المقاومة والانتفاضة سيعطي دائما نتائج إيجابية على صعيد إفشال مخططات الاحتلال التي تستهدف شعبنا».[5]
- الجبهة الديمقراطية لتحرير فلسطين، أدانت "تغول الاحتلال وجريمته المستمرة في جنين، في محاولة منه للقضاء على المقاومة المتصاعدة".[5]
- قالَ المتحدث باسمِ حركة المقاومة الإسلامية - حماس حازم قاسم في بيانٍ له إنّ «الاحتلال سيفشل في هذه المعركة وفي كل معركة يخوضها ضد شعبنا، ولن يكون له مكان على أرضنا، وعليه أن ينتظر مزيدا من المقاومة في قادم الأيام". كما قال: "الاحتلال حاول الدخول للمخيم لكنه تفاجأ بهذا الفعل النوعي والإعداد من المقاومة التي أوقعته في كمين محكم أصابت جنوده وآلياته».[5]
- قالت حركة الجهاد الإسلامي في فلسطين إن «العدوان على جنين يعد جريمة نكراء أدت لارتقاء عدد من الشهداء وإصابة آخرين»، وأضافت في بيان: «الدم النازف سينتصر رغم التضحيات».[5]
- قالَ الاتحاد الديمقراطي الفلسطيني (فدا) في بيان له:«إن ما جرى في مدينة ومخيم جنين أشبه بحرب واسعة تشنها إسرائيل على دولة قائمة بذاتها، وهذا يمثل "استخداما للقوة المفرطة وغير المتكافئة وجريمة حرب»[15]
- قال رئيس المجلس الوطني الفلسطيني روحي فتوح: «شعبنا يواجه حكومة متطرفة هدفها القتل والدمار فقط، ومهاجمة المستشفيات والاعتداء على الطواقم الطبية، مشددا على أنه ما كان لهذه الجرائم أن تحدث دون تواطؤ وصمت دولي وازدواجية المعايير من المجتمع الدولي الذي يواصل الصمت.»[16]

### إسرائيليًا
- دعا وزير المالية الإسرائيلي بتسلئيل سموتريتش إلى شن عملية عسكرية واسعة شمال الضفة الغربية المحتلة للقضاء على ما وصفها بـ «أوكار الإرهاب واستعادة الردع».[17][18]

### دوليًا
- مصر: أدانت وزارة الخارجية المصرية: «الاعتداء الذي شنته القوات الإسرائيلية على مدينة جنين بالضفة الغربية المحتلة صباح اليوم، وما واكب ذلك من عمليات قصف جوي وإطلاق نار ضد المدنيين، مما أسفر عن وقوع 3 ضحايا و31 مصاباً حتى الآن.»[19] كما أكدت على «رفض مصر الكامل لهذا العدوان الذي يتعارض مع كافة أحكام القانون الدولي ومقررات الشرعية الدولية، محذرةً من مخاطر استمرار التصعيد ضد الشعب الفلسطيني، ومشيرةً إلى أن مثل هذه الاعتداءات لا تؤدي إلا إلى تأجيج الأوضاع وتنذر بخروجها عن السيطرة وتقويض مساعي خفض التوتر في الأراضي المحتلة.»[19][20]
- قالت الأمانة العامة لمنظمة التعاون الإسلامي في بيانٍ لها: «إن اقتحام قوات الاحتلال الإسرائيلي مدينة جنين ومخيمها وقصفها بطائرات الآباتشي، حرب عشوائية مفتوحة ضد مناطق سكنية، وعدوان يؤكد السلوك الدموي الذي تنتهجه إسرائيل، قوة الاحتلال، وتصعيدها للأوضاع ضد الشعب الفلسطيني.»[21]
- أدانَ البرلمان العربي، في بيانٍ له ما حصل في جنين مسترسلًا: «ما يحدث في جنين تصعيدٌ عسكري ينذر بتفجر دوامة جديدة من العنف [...] نُحمِّل حكومة اليمين الإسرائيلية المتطرفة المسؤولية الكاملة عما يحدث».[22][23]
- الأردن: أدانت وزارة الخارجية وشؤون المغتربين الأردنية على لسان الناطق الرسمي باسمها السفير سنان المجالي في بيان قيل فيه إن: «التصعيد الإسرائيلي في الأراضي الفلسطينية المحتلة وآخرها العدوان على مدينة جنين صباح اليوم، محذرةً من استمرار دوامة العنف التي سيدفع الجميع ثمنها.»[24]
- قالت الأمانة العامة لجامعة الدول العربية على لسان الأمين العام المساعد لشؤون فلسطين والأراضي العربية المحتلة بالجامعة العربية سعيد أبو علي: «إن هذا العدوان على جنين يأتي استمراراً وتصعيداً للحرب المفتوحة على الشعب الفلسطيني، محملا الحكومة الإسرائيلية تبعات وتداعيات هذا العدوان الشامل وهذا التمادي المستمر بارتكاب المزيد من الجرائم، بما فيها جرائم الاستيطان وإرهاب المستوطنين.»[25]
- قالَ الأمين العام لاتحاد المحامين العرب المكاوي بنعيسى في بيان له: «إن الاحتلال الإسرائيلي مستمر في خرقه للقانون الدولي الإنساني، داعيا المجتمع الدولي إلى أن يتوقف عن لعب دور المتفرج ويقوم بواجبه في ردع الاحتلال الإسرائيلي الغاشم.»[26]
- الاتحاد الأوروبي: أعرب عن قلقه جراء الأحداث في جنين، والتي أدت إلى سقوط عدد من الضحايا المدنيين.[27]

## ما بعد المجزرة
نفَّذَ فلسطينيان اثنانِ هجومًا مسلّحًا في مستوطنة عيلي يوم العشرين من حزيران/يونيو 2023 ردًا على اغتيال الجيش الإسرائيلي للشباب الستّة في مدينة جنين قبلَ يومٍ واحد. هاجمَ الفلسطينيان مجموعةً من المستوطنين في محطة محروقات قرب المستوطنة الواقعة على طريق نابلس – رام الله حيثُ أطلقا النيران عليهما ما تسبَّب في مقتل 4 مستوطنين وجرحِ 4 آخرين بجروح متفاوتة الخطورة، في حين قُتل المهاجم الأول في عينِ المكان بينما طاردت القوات الإسرائيلية المهاجم الثاني والذي فارقَ الحياة بعد الاشتباك مع جنود الجيش الإسرائيلي قُرب مدينة طوباس.
تبنَّت حركة حماس العمليّة وزفَّت المنفذَين في بيانات منفصلة وفي تصريحاتٍ على لسان المتحدث باسمِ الحركة، فيما عاودَ عددٌ من صنّاع القرار في الحكومة الإسرائيلية المطالبة بشنّ هجوم أو عملية عسكرية على مدن الضفة الغربية وعلى رأسهم السياسي اليميني المتطرّف إيتمار بن غفير الذي طالبَ بالإضافة للعملية العسكرية إعدام منفذي هكذا هجمات، أما المتحدثُ باسم الجيش الإسرائيلي فقد ذكر أنَّ أجهزة الأمن الإسرائيليّة لم يكن لديها معلومات استخباراتّية عن عنصري حماس اللذان نفذا العملية.